# Vidámpark
Het Vidám Park (Blij Park) was een grootschalig pretpark in Boedapest, Hongarije. Het lag in de noordhoek van het Stadspark Városliget en naast de dierentuin Állatkert. Het park werd jaarlijks door 1 miljoen mensen bezocht. De letterlijke vertaling van Vidámpark is "blij park". Het park had ongeveer 34 attracties. De mascotte van het park was een computer-geanimeerde jongen met bruin haar en een geel shirt met de letter "v" erop, van "Vidámpark".
In november 2013 werd het enige en grootste pretpark van Hongarije gesloten.

## Geschiedenis
Aan het begin van de 19e eeuw werd een Fun Fair geopend, een soort permanente kermis. Een eeuw later, aan het begin van de 20e eeuw, werd een Engelse park geopend. Beide parken trokken veel bezoekers. In de Tweede Wereldoorlog raakten veel attracties zwaar beschadigd. Een paar attracties die aan het begin van de 20e eeuw werden gebouwd overleefden het, onder meer de houten achtbaan Hullámvasút en de draaimolen Körhinta. Om een verhuizing of sluiting te voorkomen fuseerden rond het jaar 1950 het Engelse park en de Fun Fair. Het park nam de naam "Vidámpark" aan. In november 2013 werd het enige en grootste pretpark van Hongarije gesloten. Op 29 april 2014 werd een deel van het park, wat onderdeel uitmaakte van de plaatselijke dierentuin heropend onder de naam Holnemvolt Park.

## Attracties

### Achtbanen

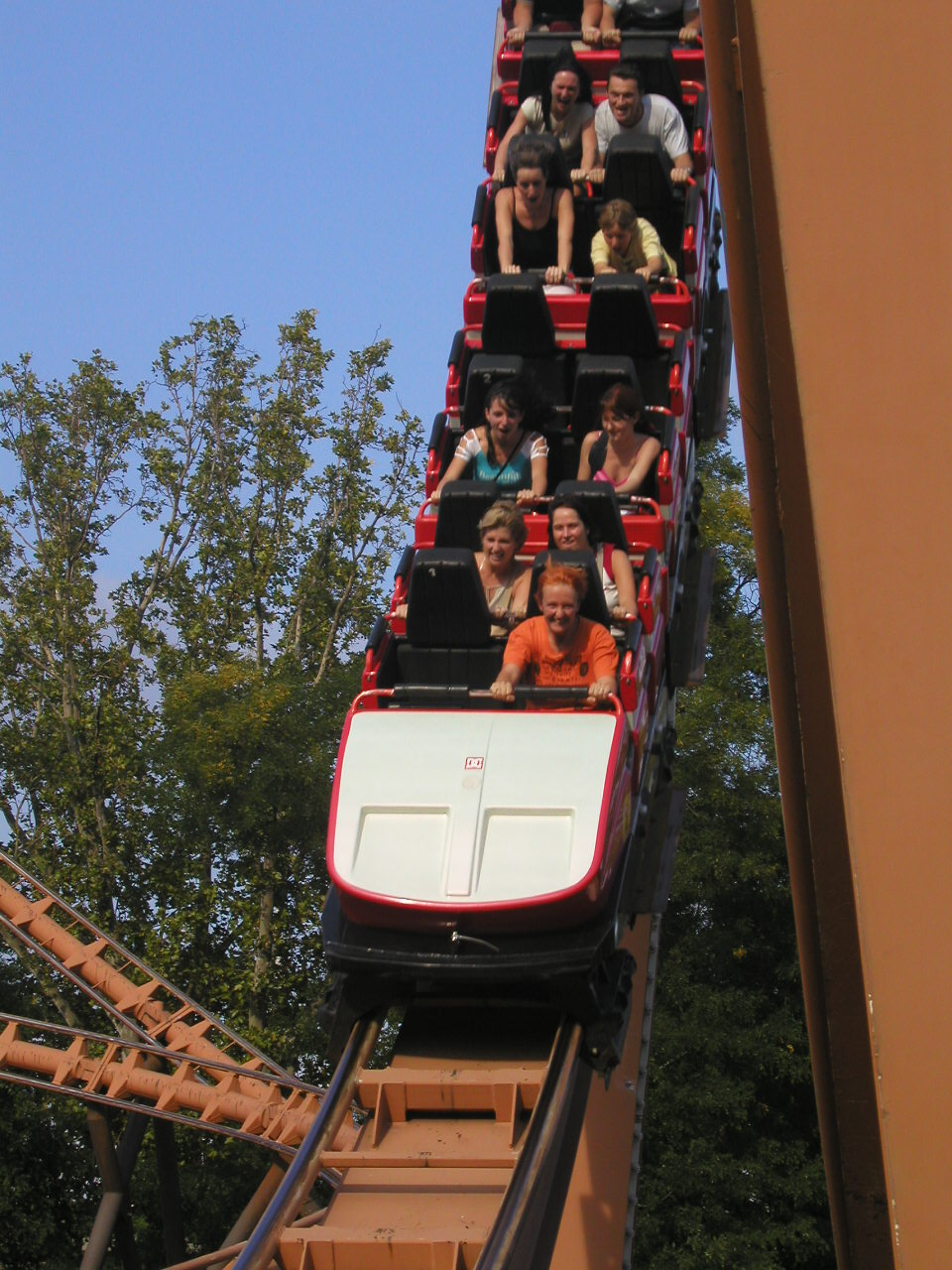
De Looping Star

Het Vidám Park heeft drie achtbanen. Één daarvan is klassiek te noemen. De houten achtbaan Hullámvasút is een van de 10 overgebleven zijfrictieachtbanen in de wereld. Hij is daarmee (samen met de eveneens antieke draaimolen) ook een van de grootste trekpleisters van het park. De achtbaan is gebouwd in het jaar 1922. De attractie ging 4 jaar later, in 1926 open voor publiek. De houten baan is maximaal 17 meter hoog en 980 meter lang. De stoelen die in deze baan gebruikt zijn, zijn oorspronkelijk afkomstig van vrachtwagens. Door de jaren heen is er niet veel aan de achtbaan veranderd, de remmen zijn echter wel vervangen.
De twee andere achtbanen zijn:
- Spinning Coaster, een draaiende achtbaan uit 2009
- Kukomotív, een stalen kinderachtbaan uit 1998

Eerder stonden er in her park nog twee andere achtbanen, een Looping Star-achtbaan uit 2001 en Família Expressz, een stalen achtbaan uit 2002. Deze zijn zijn gesloopt om ruimte te maken voor vernieuwingen in het park.

### Körhinta
De andere antieke attractie is de Körhinta, gebouwd in 1906. Dit is een klassieke draaimolen waarbij de paarden niet achter elkaar, maar schuin naast elkaar staan en met hun koppen naar buiten zijn gericht. Naast paarden staan er op de attractie ook wagons en gondels. De Körhinta staat in een soort kleine witte kapel.

### Overige Attracties
Andere attracties in het park zijn onder meer:
- Ikarus, een Condor;

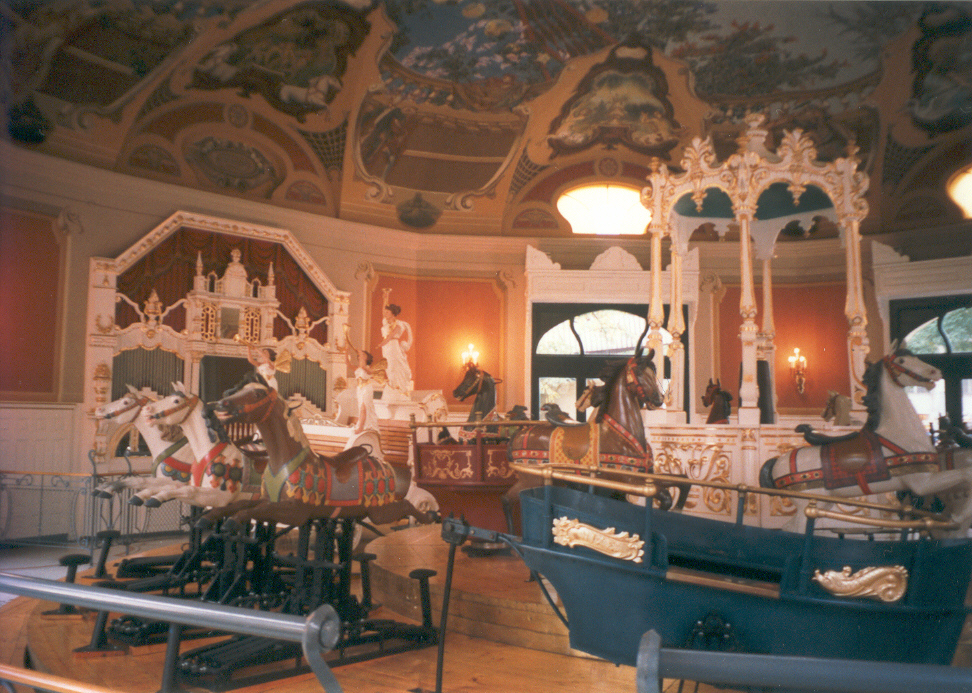
Binnen in de draaimolen Körhinta

- Breakdance, een Breakdanceattractie
- Álomhajó, een Looping Schip
- Kastély, een cakewalk
- Viharvasút, een Darkride en tevens spookhuis
- Mesecsónak, een Darkride in een bootje op het water door een grot. (Opende in 1922.)
- Barlangvasút, een Darkride in een treintje door een grot. (Opende in 1912.)
- Panorámakerék, een reuzenrad
- Vadvízi utazás, een wildwaterbaan (boomstamattractie)
- Torony, een Bungee Drop, een variatie op de Vrije Val-attractie
- Tükörútvesztö, een spiegeldoolhof
- Lézer Dodzsem, botsauto's op laser
- Top Spin, een topspin-attractie.
- Hullámhajó, een Rockin' Tug
- Flying Circus, Een attractie die eerst met Barth op de Duitse kermis reisde.

## Referentie
1. ↑  Vidámpark op Boedapest.nl
2. ↑  Vidámpark op Theme Park Vision. Gearchiveerd op 7 december 2008. Geraadpleegd op 20 oktober 2008.
3. ↑  Verslag op bannister.org